# Charleston Park
Charleston Park – jednostka osadnicza w Stanach Zjednoczonych, w stanie Floryda, w hrabstwie Lee.